# Бальдассаре д’Эсте
Бальдассаре д’Эсте, Бальдассаре Эстенсе (упом. 1461—1504) — итальянский художник раннего Возрождения.

## Биография
Представитель традиционного направления феррарского портрета, пользовался в придворных кругах Милана и Феррары славой непревзойденного портретиста. Родился в Реджо-нель-Эмилия, был бастардом Никколо III д'Эсте, и таким образом приходился сводным братом трем правителям города — Лионелло д'Эсте, Борсо д'Эсте и Эрколе I д'Эсте. Впервые его имя упоминается в 1461 году, когда он работал в Милане у Галеаццо Мария Сфорца. В 1469 году он написал в замке Павии портреты Сфорца и его супруги. В том же году был отпущен в Феррару, на службу к Борсо д’Эсте с самыми лучшими рекомендациями, причём Сфорца просил время от времени отпускать его в Милан.
Борсо д’Эсте высоко ценил его талант и предпочитал его Козимо Тура. С 1469 по 1472 выполнил 4 портрета Борсо, 2 портрета его преемника Эрколе, изображения Антонио да Корреджо, Мариэтты Кальканьино, графа Лоренцо Строцци, монсеньора де Фой, неаполитанского посланника Фабрицио Карафы. Работал и как медальер — в 1472 году исполнил 3 медали в честь Эрколе.
Слава его в настоящее время представляется сильно преувеличенной — судя по немногим сохранившимся портретам и медалям он был довольно посредственным и отсталым для своего времени мастером. Но его современники ценили умение передавать близкое сходство с оригиналом. Поэтому в 1471 году ему было поручено переписать большое число портретных голов в Палаццо Скифанойя.